# 余遠鍠
余遠鍠（英語：Yu Yuen Wong／Beavis Yu，1973年11月18日—），香港漫畫家，出生於香港，祖籍廣東惠州。中學五年級畢業後，在大一藝術設計學院修讀設計。後經友人介紹，在玉郎集團從事漫畫助理的工作。在此期間，四處投稿盼獲賞識。於已停刊正文社《CO-CO!》擔任漫畫主筆超過20年，成名作為《激鬥!!數碼暴龍》，並為日本萬代（BANDAI）正式授權。1999年东映动画共授權了二十多個國家和地區的主筆進行《數碼暴龍系列》動畫改編漫畫的連載，結果只選擇了余遠鍠作畫的版本轉譯成國際版本，並向二十八個國家和地區發行。隨著余遠鍠《數碼暴龍系列》漫畫工作的結束，其人生經歷了大起大落，收入銳減、房貸斷供、愛情受挫。低潮期間，余遠鍠曾轉到动画公司工作了一兩年，但隨後重投漫畫業，全職做小说插畫。其後分別出品《大偵探福爾摩斯》、《神探包青天》、《衛斯理》、《我的吸血鬼同學》、《妖怪總動員》、《UBL 宇宙當入樽》、《牧羊冰室》等作品。目前在其開設的「星畫館」（Star Art Studio）為青少年和儿童進行有償繪畫教學。

## 主要漫畫著作
- 數碼暴龍系列

1. 《激鬥!!數碼暴龍》[12]（共4卷32話[注 1]，由余遠鍠繪畫、柴政民[注 2]和彭子傑[注 3]編劇的原创剧情，連載於《CO-CO!》，正文社出版）
2. 獲授權將數碼暴龍系列TV版前4作改編成漫畫[12]（分別5卷35話、2卷14話、4卷30話、3卷21話），分別命名為《數碼暴龍》、《數碼暴龍02》、《數碼暴龍03馴獸師之王》、《數碼暴龍04無限地帶》，均連載於《CO-CO!》，正文社出版。
3. 《數碼暴龍D-Cyber超進化龍魂戰記》[13]（共2卷14話，改編於攜帶機漫畫《數碼暴龍年代記》，連載於《CO-CO!》，正文社出版）

- 《大偵探福爾摩斯》（共37集+1集特別版。匯識教育有限公司出版，改編自亞瑟·柯南·道爾的福爾摩斯系列小說），系列作品曾登上商務印書館、三聯書店、大眾書局的暢銷書榜。
- 《神探包青天》（共6本，由余遠鍠創作繪畫，創造館出版）
- 《衛斯理系列少年版》（第1-10話，衛斯理原著作品，明窗出版社出版）
- 《我的吸血鬼同學》（共25話+1話番外，創造館出版）
- 《妖怪總動員》（單行本1-7集，2014年由木綿樹出版）
- 《UBL 宇宙當入樽》（連載中）

## 作品排名記錄
- 《大偵探福爾摩斯（32）-逃獄大追捕（Ⅱ）》2016年1月三聯暢銷榜第1位
- 《大偵探福爾摩斯（33）-野性的報復》2016年3月三聯中文兒童暢銷榜第1位
- 《大偵探福爾摩斯（1）-追兇20年》2016年7月童書暢銷榜第3位
- 《大偵探福爾摩斯（特別版）-死亡遊戲》2016年8月及9月童書暢銷榜第2位，2017年1月第3位
- 《大偵探福爾摩斯（34）-美味的殺意》2016年8月及9月童書暢銷榜第5位
- 《大偵探福爾摩斯（35）-速度的魔咒》2016年11月商務印書館、大眾書局、童書暢銷榜第1位
- 《大偵探福爾摩斯（35）-速度的魔咒》2016年11月商務印書館中文新書暢銷榜第1位
- 《大偵探福爾摩斯（36）-吸血鬼之謎（Ⅱ）》2017年1月及2月童書暢銷榜、三聯中文兒童暢銷榜第1位
- 《Saving Gorilla（The Great Detective Sherlock Holmes）》2018年4月三聯英文兒童暢銷榜第3位

## 獎項及榮譽
- 教協主辦：《書叢悅閱俱樂部閱讀獎勵計劃第2屆書道榜》最受小學生歡迎十本好書《妖怪總動員》作者
- 2017年城市青年商會《愛不罕見》計劃創作畫家
- 《分色分析行動》2004-2006年全港小學生四格漫畫大賽評判

## 注解
1. ↑  雷霆大賽篇共1卷7話，完全體決戰篇共3卷25話。
2. ↑  單行本第1-2卷編劇
3. ↑  單行本第3-4卷編劇

## 外部連結
- 余远鍠的创作世界的小红书账户（简体中文）（繁體中文）
- 余遠鍠的創作世界的Facebook專頁（繁體中文）
- 余遠鍠的Facebook專頁（繁體中文）
- 余遠鍠的Instagram帳戶（繁體中文）
- 余遠鍠的Threads（繁體中文）